# Distretto di Matalaque
Il distretto di Matalaque è uno degli undici distretti della provincia di General Sánchez Cerro, in Perù. Si trova nella regione di Moquegua e si estende su una superficie di 557,23 chilometri quadrati.
Istituito il 28 agosto 1920, ha per capitale la città di Matalaque.